# 10739 Lowman
10739 Lowman (1988 JB1) là một tiểu hành tinh vành đai chính được Eugene M. và Carolyn S. Shoemaker phát hiện vào năm 1988 và tiểu hành tinh này được đặt theo tên của Margaret D. Lowman.